# Gino Giovagnoli
Gino Giovagnoli (ur. 18 kwietnia 1951 w Faetano) – kapitan regent San Marino w okresie od 1 października 2001 do 1 kwietnia 2002, wraz z Albertem Cecchettim.